# Un beso y una flor
«Un beso y una flor» es una canción compuesta por José Luis Armenteros y Pablo Herrero en 1972 y con arreglos de Maryní Callejo. Se trata de uno de los éxitos más importantes en la carrera del cantante valenciano Nino Bravo, dando título a un sencillo y a un álbum que generaron miles de ventas a principios de los años 70.
El videoclip de la canción fue grabado por Nino Bravo en las Islas Baleares (Mallorca, Menorca e Ibiza) por el Ministerio de Información y Turismo, tratándose del único vídeo en color conservado del artista. «Un beso y una flor» alcanzó el puesto número uno en la lista de Los 40 Principales en abril de 1972 y se mantuvo en esa posición durante cuatro semanas consecutivas, siendo la segunda canción de Nino Bravo en alcanzar esa posición.

## Versiones
Se han realizado numerosas versiones del tema a cargo de cantantes y grupos como Espontáneos, Seguridad Social como grupo y otra versión con la participación de Vico C, Francisco, Carlos Corzo, Leonardo Paniagua, Toni Artis, Fernando de Madariaga, Buitres, Re piola, Trotsky Vengarán, Los Mox, Los Cafres, Nino Segarra, Dova, Pelo Madueño, Casi Creativo, Fito Páez y División Urbana (2015).
En 1995 la canción fue grabada por la banda de punk rock Trotsky Vengarán. La versión formaba parte de la banda sonora de la película El hombre de Walter y consiguió lanzar su propio videoclip, posteriormente fue grabada en 2003 por la banda como parte del álbum pogo.
También el grupo Pandora grabó este tema en el año 1998 en su álbum en vivo en el teatro Metropolitan, siendo este uno de los temas mejor recibidos por el público, aunado a las armonías realizadas en esa adaptación.
En 2009 fue versionada por la cantante mexicana Paulina Rubio para el álbum 40 años con Nino.
En 2019 fue versionada por Bely Basarte, en el programa de La 1 de TVE La mejor canción jamás cantada.